# Dezentralisation
Als Dezentralisation (oder Dezentralisierung) wird in der Betriebswirtschaftslehre und Organisationslehre eine Verteilung von gleichartigen oder ähnlichen Aufgaben, Kompetenzen und Verantwortung oder von ganzen Organisationseinheiten vom Geschäftssitz auf Arbeitsstätten außerhalb dieses Standortes verstanden. Gegensatz ist die Zentralisation.

## Allgemeines
Bei der Dezentralisation werden gleichartige Aufgaben aus ihrer Gesamtaufgabe herausgelöst und mehreren unterschiedlichen Stellen oder Standorten zugeordnet, wobei die Entscheidung über eine Dezentralisation den Grad der Arbeitsteilung bestimmt. Die Dezentralisation verändert die Aufbauorganisation eines Unternehmens.

## Arten
Allgemein wird unterschieden zwischen horizontaler und vertikaler Dezentralisation:
- horizontale Dezentralisation liegt vor, wenn Aufgaben an autonome Organisationseinheiten verteilt werden.
- Um vertikale Dezentralisation handelt es sich, wenn Entscheidungsbefugnisse an mehrere Stellen oder Personen zugewiesen werden.

Der allgemeine Begriff der Dezentralisation umfasst mithin sowohl die horizontale als auch die vertikale Dezentralisation.
In der Arbeits- und Industriesoziologie wird zudem zwischen strategischer und operativer Dezentralisation unterschieden. Die strategische Dezentralisation bezieht sich auf die Unternehmensebene und umfasst alle Formen der Verlagerung von Aufgaben, Kompetenzen und Verantwortung auf neue oder bestehende Organisationseinheiten. Die operative Dezentralisation findet auf der Ebene der Arbeitsorganisation statt und hat die Verlagerung der Aufgaben, Kompetenzen und Verantwortung auf hierarchisch untergeordnete Ebenen zum Ziel. Operative Dezentralisation findet insbesondere statt durch Gruppenarbeit, Qualitätszirkel oder Projektgruppen.

## Organisationsinhalt
Dezentral organisierte Unternehmen können in Form der Matrixorganisation oder als Holding aufgestellt sein. Bei der Holding übernehmen die dezentralen Geschäftsbereiche das operative Geschäft, während die Holding zentrale Aufgaben wie Personalwesen, Rechnungswesen oder Controlling übernimmt.
Häufig soll Dezentralisation im Marketing die Kundennähe insbesondere bei Dienstleistungsunternehmen verbessern, indem die Kunden nicht mehr zentral, sondern an oder in der Nähe ihrer Wohnorte bedient werden.

## Wirtschaftliche Aspekte
Tom Burns ging bereits 1961 davon aus, dass dezentrale Unternehmensformen eher in der Lage seien, in einem turbulenten, instabilen Marktumfeld bestehen zu können. Im Lean Management sollen die Grundprinzipien der Dezentralisierung und Simultanisierung als Ziele der Kundenorientierung und Kostensenkung für die gesamte Unternehmensführung realisiert werden.
Alle betriebliche Funktionen (Beschaffung, Produktion, Finanzierung, Verwaltung oder Vertrieb) können dezentralisiert werden. Häufig kommt es zur Dezentralisierung der Produktion oder des Vertriebs als primäre Bereiche der Wertkette, während Beschaffung, Finanzierung und Verwaltung zentral durchgeführt werden. Dabei kann die Parallelproduktion die Funktion der Redundanz wahrnehmen, damit die Betriebsstörung auf eine Arbeitsstätte beschränkt bleibt und eine komplette Betriebsunterbrechung des gesamten Produktionsprozesses verhindert wird.
Zentralisierung und Dezentralisierung bilden auch die Grundprinzipien der Aufgabensynthese. Kriterien der Dezentralisierung sind Verrichtung, Arbeitsobjekt, Rang, Phase und Zweckbezug, Arbeitsmittel, Arbeitsplatz und Arbeitszeit sowie die Trennung der Aufgaben nach Personen. Dezentralisierung verhindert eine Spezialisierung des Aufgabenträgers. Da durch Dezentralisierung die Daten und Informationen (interne und externe) auch dezentral anfallen, erfordert dies eine stärkere Kommunikation, Koordination und Kooperation mit allen relevanten Stellen. Fehlt es hieran, entstehen Autonomiekosten.
Die Unterschiede zwischen Zentralisation und Dezentralisation lassen sich wie folgt darstellen:
| Effekte               | Aus Sicht der Zentrale                                                                                   | Aus Sicht der Bereiche                                                                                           |
| --------------------- | --- | --- |
| bei Zentralisierung   | geringerer Koordinationsaufwand einheitliche Unternehmensausrichtung Kostensenkung                       | höherer Koordinationsaufwand Nutzung von Synergien Wahrung der Neutralität                                       |
| bei Dezentralisierung | Vermeidung von Durchsetzungszielen Verbesserung der Arbeitsmotivation Entlastung der Unternehmensführung | Verringerung des Koordinationsaufwands Verbesserung der Entscheidungsqualität Entlastung der Unternehmensführung |

Zentralisierungen führen meist zu Kostensenkungen, weil eine Aufgaben- und Kompetenzverteilung durch Dezentralisierung mehr Personal und mehr Arbeitsmittel erfordert. Dezentralisierung führt zur besseren Kundenbindung durch kundennahe Arbeitsstätten. Organisationsmittel für eine Dezentralisierung sind Filialen, Niederlassungen, Repräsentanzen, Tochtergesellschaften oder Zweigniederlassungen. Hohe Dezentralisierung gewährt allerdings den Sparten-Managern zu viel Freiheit, Parallelproduktion hat höhere Fixkosten zur Folge, so dass eine Zentralisation zu Kostensenkungen führen kann.
Im Handel und in der Logistik hat die Dezentralisierung schon immer eine wichtige Rolle gespielt, vor allem in Form der Dislozierung, also der räumlichen Verteilung von Verkaufs- und logistischen Einheiten. Dabei spielen die Nähe zum Kunden, die anfallenden Transportkosten und die Kapazitäten der vorhandenen Infrastruktur (Verkehrswege) eine bedeutende Rolle. Hoch dezentralisiert sind auch Dienstleistungsunternehmen mit großen Filialnetzen wie Kreditinstitute oder Restaurantketten. In der industriellen Produktion war die Dezentralisierung u. a. wichtig wegen der Erschließung regionaler und lokaler Arbeitskraftpotenziale. So glichen in der stark dezentralisierten Textilindustrie seit Beginn der Industrialisierung die niedrigen Löhne (z B. in der Heimweberei) in armen Regionen die höheren Transportkosten mehr als aus. Durch moderne Informations- und Kommunikationstechnologien erhöhen sich seit den 1990er Jahren die Freiheitsgrade von Strategien der Dezentralisierung und Dislozierung erheblich und ermöglichen sowohl eine größere Marktnähe einzelner Unternehmensteile als auch das effektive Outsourcing von immer mehr Unternehmensfunktionen, erfordern jedoch neue Mechanismen der Koordination und Unternehmensintegration.